# VBC Lutry-Lavaux
Le Volleyball Club Lutry-Lavaux est un club suisse de volley-ball fondé en 1976 et basé à Lutry. Il évolue au plus haut niveau national (Ligue Nationale A, LNA).

## Palmarès
Champion suisse LNB 2010-2011
Champion suisse LNB 2017-2018

## Effectif de la saison en cours
Entraîneurs : Philippe Tuccelli et Mathieu Jaton
| Numéro | Nom                 | Nationalité        | Taille |
| 9      | Nicolas Boryszewski | Suisse             | 1,90   |
| 6      | Vincent Chardonnens | Suisse             | 1,92   |
| 1      | Troy Mc Kenzie      | Suisse             | 1,88   |
| 5      | Pierre Smetana      | Suisse             | 1.90   |
| 10     | Antonin Jaton       | Suisse             | 1.75   |
| 17     | Mathieu Jaton       | Suisse             | 1,65   |
| 4      | Fabrice Maiorana    | Suisse             | 1,94   |
| 16     | Philippe Tuccelli   | France             | 1,96   |
| 7      | Jonas Ramelet       | Suisse             | 1,90   |
| 2      | Nicolas Baldi       | Suisse             | 1,94   |
| 8      | Vincent Gajdosik    | République tchèque | 1,94   |